# Collection: 883
Collection: 883 è una raccolta degli 883, nonché la loro prima raccolta postuma, pubblicata il 16 luglio 2013 dalla Warner Music Italy in formato digitale e in formato fisico in un cofanetto di 3 CD. Nel 2015 l'album viene certificato disco d'oro.

## Tracce
CD 1
1. Hanno ucciso l'Uomo Ragno – 4:10
2. Non me la menare – 4:14
3. Il pappagallo – 3:35
4. Senza averti qui – 3:48
5. La regola dell'amico – 4:05
6. Gli avvoltoi – 3:58
7. Nessun rimpianto – 4:22
8. Nient'altro che noi – 4:32
9. Viaggio al centro del mondo – 3:36
10. Punto & a capo – 4:15
11. Gli anni – 4:51
12. Come mai – 4:17

CD 2
1. Nord sud ovest est – 4:30
2. 6/1/sfigato – 3:59
3. Te la tiri – 3:33
4. Rotta x casa di Dio – 4:51
5. Tieni il tempo – 3:35
6. Non ti passa più – 3:37
7. La rana e lo scorpione – 5:29
8. Tutto ciò che ho – 4:33
9. Bella vera – 3:34
10. Come deve andare – 4:36
11. Sei un mito – 5:07
12. La dura legge del gol – 5:01

CD 3
1. Una canzone d'amore – 5:33
2. Con un deca – 4:57
3. Jolly Blue – 3:31
4. Cumuli – 4:58
5. Nella notte – 4:22
6. Il grande incubo – 4:57
7. La radio a 1000 watt – 4:47
8. Un giorno così – 4:21
9. Grazie mille – 4:04
10. La lunga estate caldissima – 3:46
11. Finalmente tu – 2:47
12. La regina del Celebrità – 3:54

## Classifiche
| Classifica (2013) | Posizione massima |
| ----------------- | ----------------- |
| Italia            | 23                |